# Biofarmácia
A biogyógyszerészet vagy biofarmácia a gyógyszerkészítmény és az élő szervezet kölcsönhatásaival foglalkozó gyógyszerészeti tudományág. Korábban elsősorban a hatóanyag-felszabadulásának, és a felszívódási folyamat kapcsolatára, illetve az azt követő változások tanulmányozására összpontosított. Kutatási területe mára jelentősen kibővült, mivel a biofarmácia sajátos szemléletmódjával a hatóanyag és a hatóanyagot tartalmazó készítmény tulajdonságait együttesen vizsgálja az élő szervezetben. Modellezi a gyógyszer és a szervezet kölcsönhatásait kísérő folyamatokat. Feltárja a gyógyszerek fizikai, kémiai, farmakológiai tulajdonságai valamint a szervezet farmakodinámiás, toxikológiai válasza és a terápiás hatás kialakulásának bonyolult kapcsolatrendszerét.

## Történet
A biogyógyszerészet vagy biofarmácia kifejezés John G. Wagner (1921-1998) közleményében szerepel először 1961-ben, amelyből kiderül, hogy az elnevezést eredetileg Gerhard Levy említette egy szakmai megbeszélés alkalmával. Levy értekezéseiben a gyógyszerkészítményből történő hatóanyag-leadás és felszívódás összefüggéseire hívja fel a figyelmet, valamint a gyógyszerhordozó rendszer hatékonyságot befolyásoló szerepét hangsúlyozza. John G. Wagner szerint a biofarmácia a gyógyszerformulálás és a gyógyszer terápiás hatékonysága közötti összefüggéseket tanulmányozza.
Magyarországon a biofarmáciai szemlélet meghonosításának úttörői: Takács Géza,Kedvessy György, Dávid Ágoston és Minker Emil.

## Biofarmáciai osztályozási rendszer
Gordon L. Amidon és munkatársai 1995-ben vezették be a hatóanyagoknak az emésztőrendszerből történő felszívódását meghatározó Biofarmáciai Osztályozási Rendszerét (Biopharmaceutical Classification System, BCS). A rendszer a hatóanyagokat egységes biogyógyszerészeti szempontrendszer alapján, oldhatóságuk és permeabilitásuk szerint csoportosítja.
| Osztály | Oldhatóság | Permeabilitás |
| ------- | ---------- | ------------- |
| I.      | jó         | jó            |
| II.     | rossz      | jó            |
| III.    | jó         | rossz         |
| IV.     | rossz      | rossz         |

A hatóanyagok ritkán kerülnek önmagukban alkalmazásra. A biofarmáciai kutatások ezért szorosan kapcsolódnak a hatóanyag és a készítmény farmakodinámiai, farmakokinetikai és gyógyszertechnológiai kutatási eredményeihez.
A biofarmáciai szempontok alapján kifejlesztett készítmények képesek az optimális gyógyszerhatás elérése céljából csökkenteni a szervezetbe juttatott hatóanyag mennyiségét, elkerülni a nemkívánatos mellékhatásokat, és a terápiás igényeknek megfelelően, a hatóanyag-felszabadulását, tervezett módon, a megfelelő helyen és időben, meghatározott sebességgel biztosítani.
A gyógyszerkészítménynek ezeket a tulajdonságait célszerűen megfelelően kialakított, az adagolás helyéhez illeszkedően, a hatóanyag felszabadítását meghatározó belső szerkezettel, optimalizált összetétellel, speciális gyógyszertechnológiai eljárások kifejlesztésével érhetik el.

## A gyógyszerkészítmények felosztása a biofarmácia szempontrendszere alapján
A biofarmáciai szempontok alapján olyan új típusú, korszerű gyógyszerkészítményeket sikerült kifejleszteni, amelyek az alábbi főbb csoportokba oszthatók:
- 1. Időben szabályozott rendszerek, amelyek a hatás bevételt követő elérési idejének és a hatás időtartamának megválasztásával lehetnek:
- 1.1. gyorsított (pl.: oldat, pezsgőtabletta, gyorsan oldódó, vagy széteső tabletta)
- 1.2. lassított (pl. nyújtott kioldódású tabletta, implantációs tabletta)
- 1.3. késleltetett (pl.: bélben oldódó tabletta) és
- 1.4. szakaszos hatóanyag-leadású (pl. ismétlődő kioldódású) készítmények.

- 2. Térben szabályozott rendszerek, amelyek lehetnek
- 2.1. a hatóanyag közvetlenül a célszervbe juttatására (passzív targeting) alkalmas szerek (pl.: ízületbe, szívbe közvetlenül adható injekciók), vagy
- 2.2. nanotechnológiai úton előállított, a célsejtek (pl. rákos sejtek) felismerésére és hozzájuk kötődésre (aktív targeting) képes gyógyszerhordozó rendszerek.

- 3. Térben és időben, az előző két fő készítménycsoport kombinált alkalmazása.